# Ирландская Республика (1919—1922)
Ирландская Республика (ирл. Poblacht na hÉireann) — самопровозглашённое государство, которое существовало с 1919 года по 1922 год на острове Ирландия. Время существования республики совпадает с войной за независимость Ирландии. Во время войны в республике возникли политические органы, которые опирались на поддержку большинства населения. Хотя республика претендовала на всю территорию острова, влияние правительства не доходило до северо-восточных графств (нынешняя Северная Ирландия). Концом республики считается образование Ирландского Свободного государства в 1922 году.

## Предшествующие события
В конце XIX века в Ирландии, являвшейся частью Британской империи, начало набирать силу политическое движение сторонников самоуправления, Home Rule (гомруль), имевшее своей целью создание ирландского парламента для решения вопросов внутри страны, при сохранении верховной власти британского монарха.

## Объявление республики

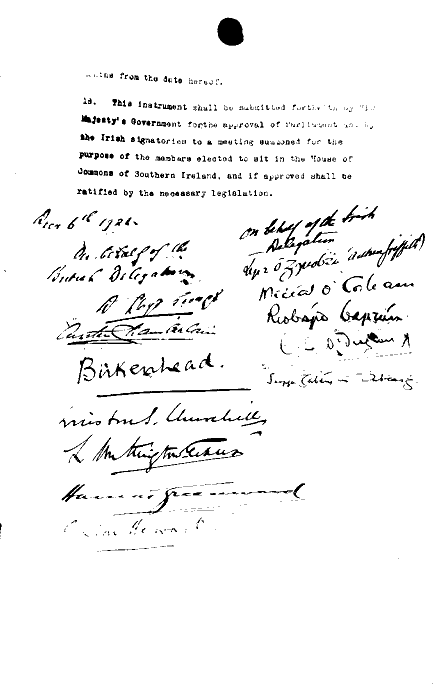
Подписи под соглашением

В 1916 году в Дублине произошло восстание, известное как Кровавая пасха, в ходе которого было декларировано образование Ирландской Республики. Восстание было подавлено британскими войсками, предводители были расстреляны, тысячи ирландцев попали в тюрьму, однако последовавшая героизация образа революционеров и борцов за независимость нашла отклик в ирландской общественности. С этого времени революционная партия Шинн Фейн, образованная в 1905—1908 годах и объявившая своей целью создание независимого ирландского государства, начала завоёвывать всё большую популярность у избирателей.
В октябре 1917 года на съезде партии Шинн Фейн была утверждена конституция, принято решение о нацеленности на победу в парламентских выборах, президентом партии был избран Имон де Валера.

## Образование Дойла
В декабре 1918 года состоялись выборы в парламент Великобритании. На выборах в Ирландии убедительную победу одержала партия Шин Фейн, получившая 73 из 105 полагающихся депутатских мест, 6 мест вместо предыдущих 80 получила Ирландская парламентская партия, оставшиеся 26 депутатов представляли партию юнионистов, причём 23 из них были избраны в Ольстере, что подтверждало наличие явного раскола в ирландском обществе.
В январе 1919 года депутаты-шинфейнеры отказались заседать в Вестминстере, объявили о создании собственного ирландского парламента — Дойла и принятием декларации независимости подтвердили существование провозглашённой ещё в 1916 году Ирландской Республики.

## Внешнеполитические действия
Сразу после принятия декларации независимости Дойл выпустил обращение ко всем народам и правительствам с призывом о признании независимого ирландского государства. Для участия от имени Ирландской Республики в мирной конференции в Париже были отправлены несколько делегатов, добивавшихся участия и рассмотрения дела о признании ирландской независимости. Во многом из-за отрицательного отношения к этой идее со стороны Великобритании и США делегаты не были допущены на конференцию, что означало провал попытки добиться независимости Ирландии мирным путём.

## Война
После объявления независимости и образования Ирландской Республики Великобритания начала на территории острова боевые действия силами шестидесятитысячной армии под командованием генерала Макреди. Организация ирландских волонтёров стала основной военной организацией молодого государства и с тех пор стала называться Ирландской республиканской армией. Численность ИРА составляла около 15 тысяч человек, и её подразделения явно не могли в открытую противостоять вчетверо большей профессиональной армии, поэтому ирландские войска сосредоточились на тактике партизанских и террористических действий, создавая летучие отряды, имевшие в качестве основных целей британские военные объекты, действовавшие из засад, устраивавшие поджоги и выборочно убивавшие высокопоставленных англичан. Действия британской армии расценивались как оккупация, и свои действия ирландцы оправдывали как единственно возможные в такой ситуации.